# Senbarock

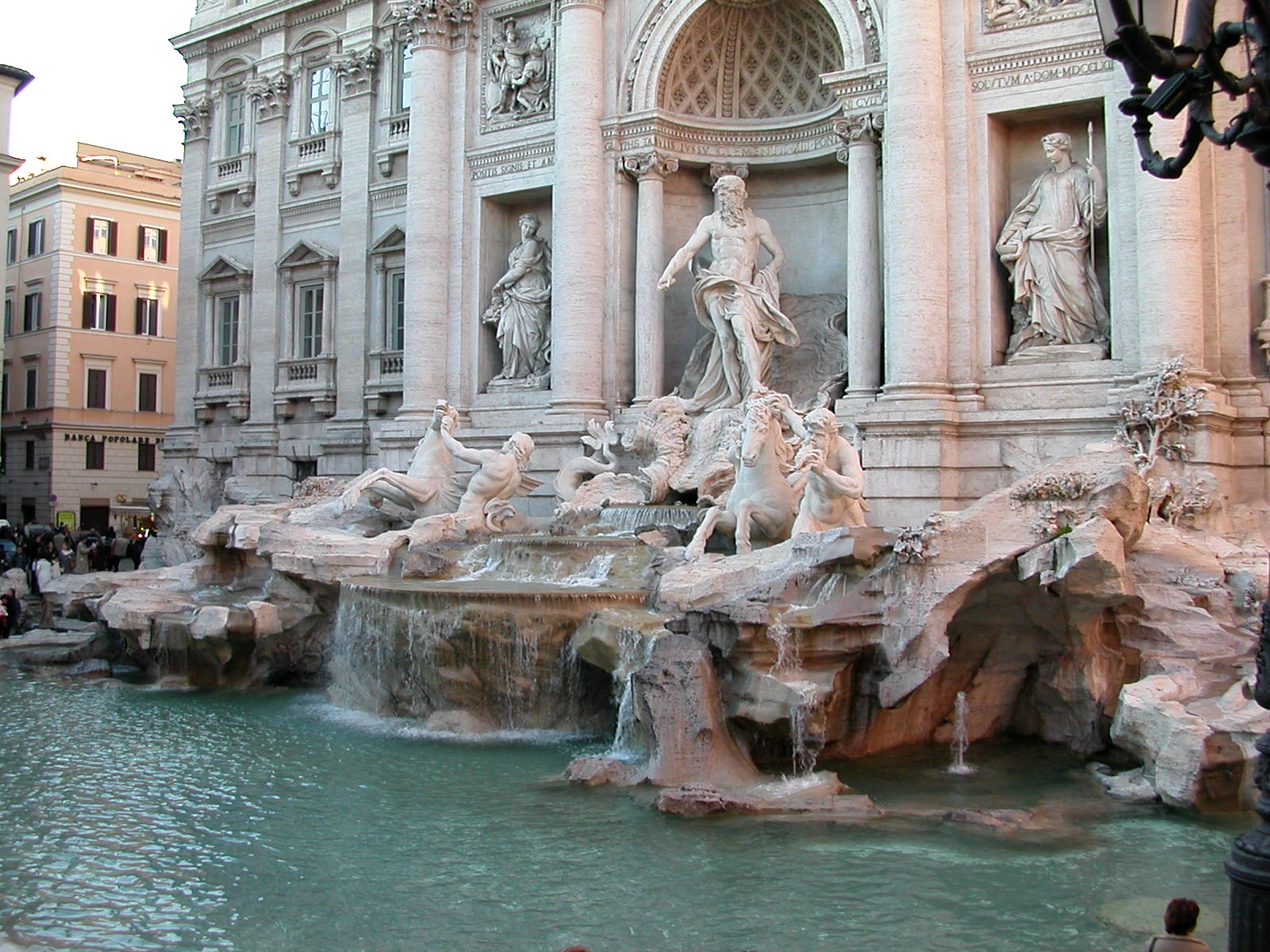
Ett exempel på senbarock: Fontana di Trevi (Rom) av Nicola Salvi

Senbarocken kallas den konstperiod inom barockens måleri och arkitektur som i Italien varade mellan cirka 1675 och 1750. 
Begreppet är något spretigt. Inom arkitektur och måleri dyker "barocka" tendenser upp mycket tidigt under 1500-talet. Inom möbelkonst och konsthantverk dröjer det.
I Frankrike sägs senbarocken infalla i slutet av 1600-talet, men då definieras regency och andra svenska "senbarockdrag" som rokoko.
I Sverige kallas senbarocken Karolinerstil, och Regency/tidig rokoko (visserligen ofta uppblandad med äldre drag) kallas barock. Svensk senbarock brukar sägas ligga tidsmässigt 1720-1750.

## Arkitekter (urval)
- Filippo Barigioni
- Carlo de Dominicis
- Johann Bernhard Fischer von Erlach
- Ferdinando Fuga
- Johann Lukas von Hildebrandt
- Balthasar Neumann
- Nicola Salvi
- Bernardo Vittone